# Jeruzal (Mazovia)

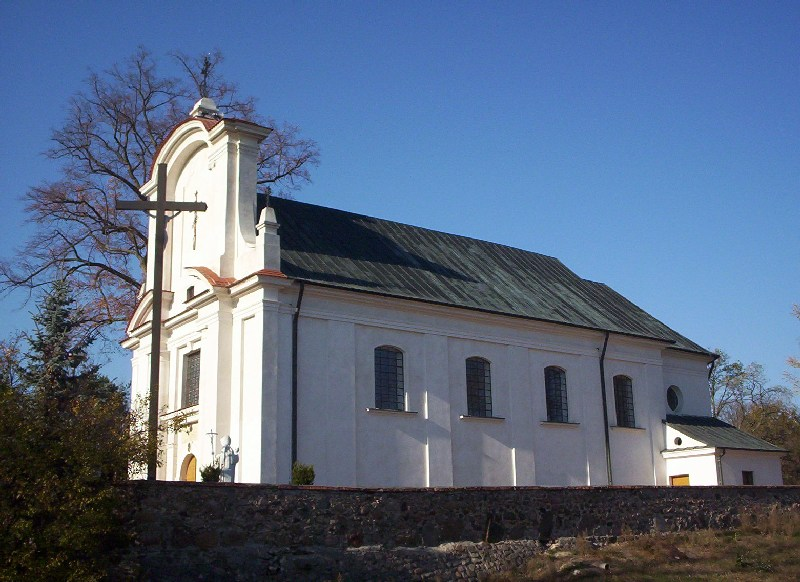
Iglesia en Jeruzal (1798)

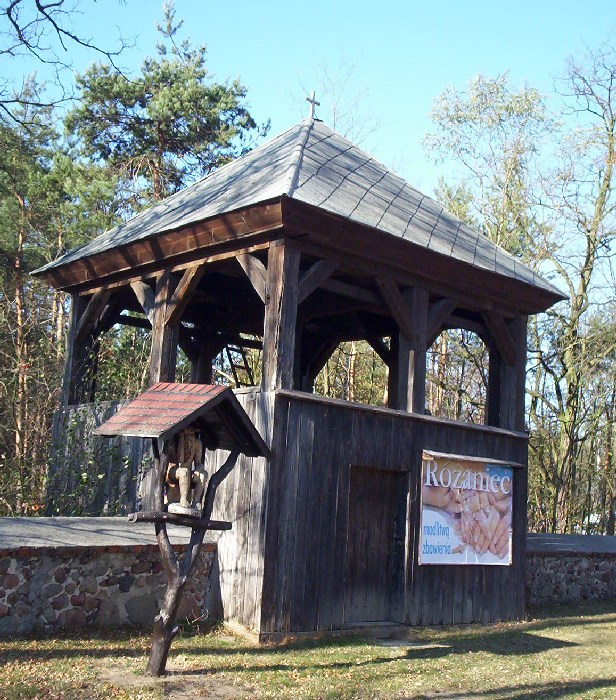
Campanario en Jeruzal

Jeruzal [pronunciación en polaco: /jɛˈruzal/] es un pueblo ubicado en el distrito administrativo de Gmina Mrozy, dentro de Condado de Mińsk Mazowiecki, Voivodato de Mazovia, en Polonia central. Se encuentra en el Río Chojnatka, aproximadamente a 6 kilómetros al noroeste de Kowiesy, a 16 kilómetros al este de Skierniewice, y a 64 kilómetros al este de la capital regional Łódź. Probablemente fue fundado en el siglo XIII.
En 2004, el pueblo tuvo una población de 410 habitantes.